# Сан-Педру-де-Віла-Фрешкаїня
Сан-Педру-де-Віла-Фрешкаїня (порт. São Pedro de Vila Frescainha; МФА: [ˈsɐ̃w ˈpe.dɾu dɨ ˈvi.ɫɐ fɾɨʃ.kɐ.ˈi.ɲɐ]) — парафія в Португалії, у муніципалітеті Барселуш. Розташована в північно-західній частині країни, на теренах історичної португальської провінції Дору-Міню. Входить до складу округу Брага. За адміністративним поділом, чинним до 1976 року, терени парафії були складовою провінції Міню. Належить до Бразької архідіоцезії Католицької церкви. Патрон — святий Петро. Площа — 2,6767 км². Населення — 1593 ос. (2011). Середньо урбанізований регіон. Густота населення — 595,14 осіб/км²
. Код — 030275.

## Назва
- Віла-Фрешкаїня (Сан-Педру) (порт. Vila Frescainha (São Pedro)) — офіційна назва[5].

## Населення
| Кількість мешканців | Кількість мешканців | Кількість мешканців | Кількість мешканців | Кількість мешканців | Кількість мешканців | Кількість мешканців | Кількість мешканців | Кількість мешканців | Кількість мешканців | Кількість мешканців | Кількість мешканців | Кількість мешканців | Кількість мешканців | Кількість мешканців |
| ------------------- | ------------------- | ------------------- | ------------------- | ------------------- | ------------------- | ------------------- | ------------------- | ------------------- | ------------------- | ------------------- | ------------------- | ------------------- | ------------------- | ------------------- |
| 1864                | 1878                | 1890                | 1900                | 1911                | 1920                | 1930                | 1940                | 1950                | 1960                | 1970                | 1981                | 1991                | 2001                | 2011                |
| 266                 | 261                 | 265                 | 354                 | 418                 | 406                 | 446                 | 507                 | 549                 | 767                 | 1 017               | 1 389               | 1 591               | 1 655               | 1 593               |